# Jean Antoine Ducluzeau
Jean Antoine Ducluzeau est un homme politique français né le 16 mai 1781 à Montagrier (Dordogne) et mort le 7 avril 1851 à Montagrier.

## Biographie
Médecin, il est député de la Dordogne de 1831 à 1837, siégeant dans l'opposition, puis de 1848 à 1851, siégeant avec les républicains partisans du général Cavaignac.

## Sources
- « Jean Antoine Ducluzeau », dans Adolphe Robert et Gaston Cougny, Dictionnaire des parlementaires français, Edgar Bourloton, 1889-1891 [détail de l’édition]